# 许孝崇
许孝崇（？—？），字號均不詳。唐朝醫學家。
生平不詳。僅知曾任尚药奉御之职。显庆二年（657年）奉敕与许敬宗、李勣等同修《新修本草》。另著有《箧中方》三卷。